# 709
| [ Edytuj tabelę ]          |                                                                         |
| Cesarz Bizancjum           | - 705 Justynian II Rhinotmetos 711                                      |
| Chan Bułgarii              | - 701 Terweł 721                                                        |
| Cesarz Chin                | - 705 Tang Zhongzong 710                                                |
| Król Essexu                | - 694 Sigeheard 709 - 694 Swaefred 709 - 709 Offa 709 - 709 Saelred 746 |
| Król Franków               | - 695 Childebert III 711                                                |
| Cesarz Japonii             | - 707 Gemmei 715                                                        |
| Kalif                      | - 705 Al-Walid I 715                                                    |
| Król Kentu                 | - 692 Wihtred 725                                                       |
| Patriarcha Konstantynopola | - 705 Cyrus 711                                                         |
| Król Longobardów           | - 701 Aripert II 712                                                    |
| Król Mercji                | - 704 Cenred 709 - 709 Ceolred 716                                      |
| Król Nortumbrii            | - 705 Osred 716                                                         |
| Papież                     | - 708 Konstantyn 715                                                    |
| Doża Wenecji               | - 697 Paoluccio Anafesto 717                                            |
| Król Wessexu               | - 688 Ine 726                                                           |
| Król Wizygotów             | - 701 Wittiza 710                                                       |

Rok 709 / DCCIX
stulecia: VII wiek ~
VIII wiek ~
IX wiek

lata: 699 «
704 «
705 «
706 «
707 «
708 «
709
» 710
» 711
» 712
» 713
» 714
» 719

## Wydarzenia
- Początek wypraw majordoma Pepina II przeciw Alamanom.
- Wypowiedzenie przez biskupa Rawenny posłuszeństwa papieżowi.

## Urodzili się
- 18 listopada – Kōnin, cesarz Japonii (zm. 782).
- Mazu Daoyi, chiński mistrz chan, założyciel szkoły hongzhou (zm. 788).

## Zmarli
- Aethelred, król Mercji.
- Lao’an Hui’an, chiński mistrz buddyjski.
- Wilfryd z Yorku, opat, święty Kościoła katolickiego (ur. 634).